# Parque nacional Tarbagatai
El parque nacional Tarbagatai (en kazajo: Тарбағатай ұлттық паркі, Tarbağatai ūlttyq parkı), también conocido como Tarbagatay, es un parque nacional de Kazajistán el cual fue establecido oficialmente el 27 de junio de 2018 para proteger una región de estepa montañosa en el este de Kazajistán que sostiene rodales de árboles frutales silvestres que han sido aislados de la invasión genética por variedades comerciales.

## Topografía
La cordillera de Tarbagatai corre de oeste a este durante unos 250 km, comenzando unos 70 km al sureste de la ciudad regional de Ayagoz. El cuerpo principal del parque corre a lo largo de la ladera sur de la cresta. Las partes adicionales cubren áreas de las montañas Karabas, las montañas Arkaly y los valles de los ríos Urzhar y Emel.

## Clima y ecorregión
El clima del parque de Tarbagatai es Clima continental húmedo, verano cálido (clasificación climática de Köppen (Dfb)). Este clima se caracteriza por grandes diferencias estacionales de temperatura y un verano cálido (al menos cuatro meses con un promedio de más de 10 °C, pero ningún mes con un promedio de más de 22 °C.

## Flora y fauna
La región goza de una gran biodiversidad, con más de 1600 especies de plantas vasculares identificadas, 270 de aves, 19 de peces, 23 de reptiles y 80 especies de mamíferos.